# 棟別銭
棟別銭（むねべつせん、むねべちせん、むなべつせん、むなべちせん）は、庶民にかける臨時の課税の事。棟役・棟別役とも称し、鎌倉時代から戦国時代にかけて、特定の国郡または全国の家屋の棟（家、田んぼ）単位で賦課された租税のこと。一方、都市では間別銭（まべちせん）と呼ばれ、屋敷の間口の間数に応じて課された。他にも関銭（せきせん）、（道を通りたければお金を払え）という税も。

## 概要
棟別銭は本来は臨時の課税であり、朝廷や幕府によって日本全国あるいは特定の令制国内の荘園・公領の区別なく賦課され、内裏や寺社の修繕、天皇の譲位や大嘗祭などの朝廷儀式の費用として用いられた。後に同様の臨時の課税であった段銭とともに恒常的な賦課へと変質していった。
13世紀末期に成立したとされているが、その由来についてはかつて朝廷が臨時雑役の一環として賦課してきた在家役の変形とする説、寺社による勧進活動が権力機構と結び付いて租税化した説（「勧進の体制化」）、反対に権力側が町村の事情に通じた勧進活動に徴税を請け負わせる形で開始された税とする説などがある。
当初、棟別銭は朝廷の官宣旨に基づいて徴収されていた。南北朝時代に入ると、朝廷に代わって室町幕府が守護などを通じて徴税を行うようになり、やがて幕府が棟別銭の免除決定や自己の財政の為に独自に棟別銭をかけるようになった。この時期になると、勧進活動に代わって守護請など現地を治める領主を介在させて定期的に徴収されるようになっていった（鎌倉公方による円覚寺造営時には、小田氏・大掾氏・宇都宮氏など守護以外の有力武家に対しても守護（佐竹氏・小山氏）とは別箇に棟別銭徴収が命じられている）。やがて、室町幕府の衰退とともに徴税権は守護に移り、更に戦国時代になると戦国大名によって棟別銭の掌握されるようになった。また、この時期には惣村において村役の一環として棟別銭が村の家々から徴収されて村の運営費用に充てられる事例も見られるようになる。戦国大名や惣村の棟別銭は恒常的な租税としての徴収されていた。
戦国大名は棟別銭を段銭と並んで租税制度における中核の地位に据え、その確保のために検注・検地や家数調査を行って基本台帳を作成した。そのため、正確な家数や「本屋・新屋」といった家の規模や造りに関しても把握され、それに基づいた綿密な徴収が行われた。また、棟別銭の地位の上昇は課税額からもうかがえ、棟別銭が成立した鎌倉時代後期には棟あたり10文程度の徴収が一般的であったが、戦国時代には武田氏が200文・後北条氏が50文（後に35文）など、おおよそ100文前後の賦課がされていた（勿論、鎌倉時代と戦国時代では税体系が異なるため、単純な負担の比較は困難である）。棟別銭・段銭の一部は、寺社や家臣にも給付され、大名家の政治的・軍事的基盤の確立・維持の支えとなった。
棟別銭は安土桃山時代から江戸時代にかけての石高制の確立とともに姿を消していくが、一部分は運上など名目を変えて存続された。